# 危険水位
危険水位（きけんすいい）とは、日本で洪水により相当の家屋浸水などの被害を生じる氾濫の可能性のある水位を指す言葉である。

## 各種の水位
日本の河川では、幾つか水位が定められており、高い順に、計画高水位、危険水位、特別警戒水位、警戒水位、通報水位（以前は指定水位）が、定められており、洪水対策に活用されていた。その後理解しにくいため、見直しが行われた。危険水位は、新しい基準では「はん濫危険水位」に相当する。
水位と防災情報の関係については、「洪水予報#河川水位に関する用語」を参照。
河川には、水位を観測する観測所が設けられており、各観測所地点ごとに前述の各種水位を定めている。そして、観測設備として当該地点の水位を計測する量水標を立てている。洪水時、これによって前述の当該水位を計測し監視するのであるが、当該地点に定められた危険水位に達すると判断される場合、河川からの避難勧告の判断材料とされる。
危険水位は洪水時の雨水によって達するのであるが、稀ではあるが、大雨によるダム等の放流で危険水位に達するということもある。